# Гаде, Нильс
Нильс Вильгельм Гаде (дат. Niels Wilhelm Gade; 22 февраля 1817, Копенгаген — 21 декабря 1890, там же) — датский органист, скрипач и дирижёр, крупнейший датский композитор XIX века.

## Биография
Родился в семье гитарного мастера, и, получив музыкальное образование у композитора Андреаса Берггрена, стал скрипачом в Датском королевском оркестре, который в 1841 впервые исполнил его увертюру «Отзвуки Оссиана» (дат. Efterklange af Ossian). Написанная вслед за ней Первая симфония Гаде получила одобрение Мендельсона, исполнившего её в марте 1843 в Лейпциге с оркестром Гевандхауза и пригласившего Гаде вторым дирижёром в оркестр, где последний стал также преподавать в новосозданной консерватории. В свою очередь Гаде дирижировал в 1845 году премьерой скрипичного концерта Мендельсона. После кончины Мендельсона в 1847 Гаде должен был стать его преемником на посту руководителя оркестра, но начавшаяся Датско-немецкая война вынудила его вернуться на родину.
В Копенгагене Гаде стал руководителем Копенгагенского музыкального общества, при котором организовал хор и оркестр, и занимал этот пост до своей кончины. Хотя ему не удалось получить пост органиста в Копенгагенском соборе, с 1850 до своей смерти он занимал аналогичную должность в церкви Хольмен. Женившись в 1852 на дочери Йоханна Хартмана, Гаде через некоторое время вместе с последним и Хольгером Паули стал директором Копенгагенской консерватории, в частности, руководя обучением Грига и Нильсена.
Сын композитора Аксель Гаде также стал известным композитором и скрипачом.
Среди произведений Гаде — 8 симфоний, несколько увертюр, концерт для скрипки с оркестром, камерная и балетная музыка, произведения для фортепиано и органа, а также ряд кантат. Работая в русле романтизма, Гаде активно использовал в своём творчестве датский фольклор.

## Память
Кантата Гаде «Дочь короля эльфов» (дат. Elverskud) в 2006 вошла в Датский культурный канон.
Роберт Шуман посвятил Нильсу Гаде «Северную песню» (№ 41) из Альбома для юношества (Ор. 68), с последовательностью звуков G-A-D-E.